# 磷肥后效
磷肥施入土壤后，当季作物利用很少，大部分残留在土壤中供后茬作物继续利用，这种现象被称为磷肥后效（phosphate residual effect）。磷肥当年的利用率为10%-25%，磷肥的年累加表现利用率可连续5-10年，当磷肥不足的时候，可以连续施用几年以后，隔2-3年再次施用。